# Haplogruppe L (Y-DNA)
Haplogruppe L ist in der Humangenetik eine Haplogruppe des Y-Chromosoms.

## Ursprung
Diese Haplogruppe steht in enger Verbindung mit Südasien. Sie ist auch in niedriger Dichte unter Bevölkerungen in Mittelasien, Südwestasien, Nordafrika und in Südeuropa entlang der Küste des Mittelmeers gefunden worden. Es wird angenommen, dass sie vor 30.000 Jahren aus der Haplogruppe K (Y-DNA) entstand.

## Untergruppen
Die Untergruppen der Haplogruppe L mit ihren unterscheidenden Mutationen nach dem 2011 ISOGG Stammbaum:
- L (M11, M20, M22, M61/Page43, M185)
  - L* Europa von Irland bis Osteuropa
  - L1 (M295) Westeuropa bis Südasien
    - L1*
    - L1a (M27, M76, P329) Indien, Sri Lanka; Pakistan, Südiran und Arabien (mäßiges Vorkommen); Europa (geringes Vorkommen)
    - L1b (M317) Zentralasien, Südwestasien, Zentraleuropa
      - L1b*
      - L1b1 (M349) hauptsächlich in Europa
      - L1b2 (M274)

    - L1c (M357) bei Hunzukuc und Paschtunen, mit einer mittleren Dichte in pakistanischen Bevölkerungen gefunden
      - L1c*
      - L1c1 (PK3) bei Kalasha (Chitral) gefunden